# 발효

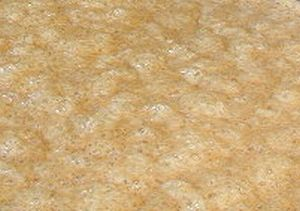
발효가 진행 중인 장면. CO_{2}의 발생은 발효 혼합물 위에 거품을 형성한다.

발효(醱酵, 영어: fermentation)는 넓은 의미로는 미생물이나 균류 등을 이용해 육종하는 과정을 말하고, 좁은 의미로는 산소 없이 당을 분해해서 에너지를 얻는 대사 과정을 말한다. 발효의 생성물은 유기산, 가스 또는 알코올이다. 발효는 효모와 세균에서 일어나고, 또한 젖산 발효의 경우처럼 산소가 결핍된은 발효학(영어: zymology)으로 알려져 있다.
미생물에서 발효는 유기 영양소를 혐기적으로 분해하여 ATP를 생산하는 주요 수단이다. 사람은 신석기 시대부터 식량과 음료를 생산하기 위해 발효를 이용해 왔다. 예를 들어 발효는 피클, 김치, 요구르트와 같은 신맛이 나는 음식에서 보존을 위해 젖산을 생성하는 과정에서 사용되며, 포도주, 맥주, 막걸리와 같은 주류를 생산하는 데에도 사용된다. 발효는 사람을 포함한 모든 동물의 위장관 내에서 일어난다.

## 어원
"발효(ferment)"라는 단어는 끓이다는 뜻의 라틴어 동사인 "fervere"에서 파생되었다. 발효라는 말은 14세기 후반에 연금술에서 최초로 사용된 것으로 생각되지만, 넓은 의미에서의 사용에 한정된다. 발효라는 말은 대략 1600년대까지 현대 과학적인 의미로는 사용되지 않았다.

## 정의
아래는 몇몇 발효의 정의들로 비공식적이며 일반적인 사용에서부터 좀더 과학적인 정의에 이르기까지 다양하다.
1. 미생물을 통한 식품의 보존 방법(일반적인 사용).
2. 주류 또는 산성의 유제품을 생산하는 과정(일반적인 사용).
3. 공기와 함께 또는 공기없이 일어나는 대규모의 미생물 공정(산업계에서 일반적으로 사용되는 정의).
4. 혐기성 조건 하에서만 일어나는 에너지 방출 대사 과정(보다 과학적인 정의).
5. 당이나 다른 유기물로부터 에너지를 방출하는 대사 과정으로 산소(O2)나 전자전달계를 필요로 하지 않으며 최종 전자수용체로 유기물을 사용한다(가장 과학적인 정의).

## 발효와 부패의 차이
호흡 기질의 분해 산물이 사람에게 유용하면 발효, 악취나 독성 등으로 사람에게 해를 끼치면 부패라고 부르지만 과학적으로는 발효와 부패는 동일하다.
부패란 미생물이 유기물을 분해할 때 악취를 내거나 유독물질을 생성하는 경우를 말한다. 이는 부패 세균에 의해서 일어나는데 발효와 부패는 모두 미생물에 의한 유기물의 분해현상이다.

## 생물학적인 역할
발효는 분자에서 에너지를 추출하는 방법으로 모든 세균과 진핵생물에서 유일하게 공통적인 대사 방식이다. 따라서 발효는 산소가 없는 환경에 적합한 대사 과정으로 가장 오래된 대사 경로로 간주된다.:389 균류의 일종인 효모는 과일 껍질, 곤충과 포유류의 소화관, 심해에 이르기까지 미생물이 살아갈 수 있는 거의 모든 환경에서 발견되며, 당이 풍부한 물질을 에탄올과 이산화 탄소로 전환시키면서 에너지를 얻는다.
발효를 위한 기본 메커니즘은 고등 생물체의 모든 세포에 존재한다. 포유류의 근육은 강렬한 운동시에 산소 공급이 제한되므로 발효를 수행하게 되고, 그 결과 젖산이 생성된다.:63 무척추동물에서 발효는 석신산과 알라닌을 생성한다.:141
발효 세균은 소의 반추위와 같은 소화기관 및 담수 퇴적물에 이르는 서식지에서 메테인 생산에 필수적인 역할을 한다. 세균들은 수소, 이산화 탄소, 포름산, 아세트산, 카복실산들을 생산한다. 그리고 미생물들은 이산화 탄소와 아세트산을 메테인으로 전환시킨다. 아세트산 생성 세균은 산을 산화시켜 더 많은 아세트산과 수소, 포름산을 생성한다. 마지막으로, 고균역에 속한 메테인 생성균은 아세트산을 메테인으로 전환시킨다.

## 생화학적 개요

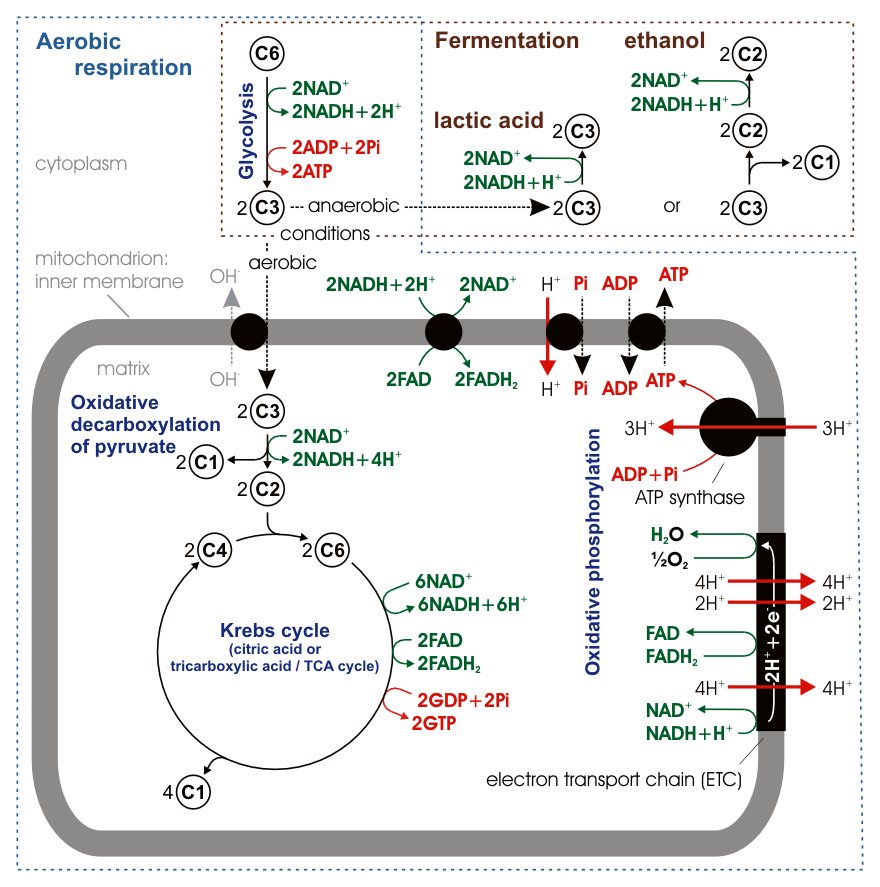
진핵세포에서 산소 호흡과 발효의 비교. 원 안의 숫자는 분자 내의 탄소 원자의 수를 나타내고, C6은 포도당 C_{6}H_{12}O_{6}, C1은 이산화 탄소 CO_{2}이다. 미토콘드리아 외막은 생략되었다.

발효는 NADH를 내인성 유기 전자수용체와 반응시킨다. 보통 이 유기 전자수용체는 해당 과정을 통해 당으로부터 생성되는 피루브산이다. 발효는 NAD+와 유기물을 생성하며, 대표적인 예로 젖산, 에탄올, 이산화탄소, 수소 가스(H2)가 있다. 그러나 발효에 의해 뷰티르산, 아세톤과 같은 보다 색다른 화합물이 생성될 수도 있다. 발효 산물은 화학 에너지를 가지고 있지만(완전히 산화되지 않았기 때문에), 산소를 사용하지 않고서는 더 이상 대사될 수 없기 때문에 노폐물로 간주한다.
발효는 일반적으로 혐기성 환경에서 일어난다. 산소(O2)가 존재하면 NADH와 피루브산은 산소호흡에서 ATP를 생성하는 데 사용된다. 이것은 산화적 인산화라고 하며, 해당 과정만 사용하는 것보다 더 많은 ATP를 생성한다. 이러한 이유로 산소를 이용할 수 있을 때 발효는 거의 사용되지 않는다. 그러나, 산소가 충분히 존재하더라도 사카로미세스 세레비시아(Saccharomyces cerevisiae)와 같은 일부 효모 균주는 당의 적절한 공급이 있는 한 산소호흡보다 발효를 더 선호한다(크랩트리 효과로 알려진 현상). 일부 발효 과정에는 산소를 견딜 수 없는 절대 혐기성 미생물이 포함된다.
효모는 발효를 통해 맥주, 포도주, 막걸리 및 다른 알코올 음료에 들어있는 에탄올을 생성한다. 세균은 발효를 통해 잔탄검을 생성한다.

## 생성물

### 에탄올

에탄올 발효의 개요.

에탄올 발효에서 1 분자의 포도당은 2 분자의 에탄올과 2 분자의 이산화탄소로 변환된다. 에탄올 발효는 빵 반죽을 부풀게 하는 데 사용되는데 발효 시 발생하는 이산화탄소는 빵 반죽을 팽창시킨다. 포도주, 맥주, 막걸리, 증류주와 같은 주류에 들어있는 에탄올은 술에 취하게 만드는 물질이다. 사탕수수, 옥수수, 사탕무를 포함한 공급 원료의 에탄올 발효를 통해 가솔린에 첨가되는 에탄올을 생산한다. 금붕어와 잉어를 비롯한 어류의 일부 종에서는 산소가 부족할 때 에탄올 발효를 통해 에너지를 공급한다(젖산 발효와 함께).
그림은 에탄올 발효 과정을 보여준다. 에탄올 발효에서 먼저 1 분자의 포도당은 해당 과정을 거치면서 2 분자의 피루브산으로 분해된다. 이러한 발열 반응에서 방출된 에너지는 ATP를 생성하고, NAD+를 NADH로 전환시키는 데 사용된다. 2 분자의 피루브산은 2 분자의 아세트알데하이드와 2 분자의 이산화탄소로 분해된다. 아세트알데하이드는 NADH로부터 에너지, 전자, 수소를 얻어 에탄올로 환원되고, NADH는 NAD+로 산화되는데, 이러한 주기는 반복된다. 이 반응은 피루브산 탈카복실화 효소와 알코올 탈수소 효소에 의해 촉매된다.

### 젖산
젖산 발효는 가장 간단한 형태의 발효이다. 해당 과정에서 생성된 피루브산은 간단한 산화환원반응을 거쳐 젖산을 형성한다. 젖산 발효는 부산물로 가스를 생산하지 않는 유일한 호흡 과정이기 때문에 특이하다. 전체적으로 1 분자의 포도당(또는 다른 6탄당)은 2 분자의 젖산으로 전환된다.
C6H12O6 → 2 CH3CHOHCOOH

젖산 발효는 혈액이 산소를 공급할 수 있는 것보다 빠르게 에너지를 소모할 때 동물의 근육에서 일어난다. 또한 젖산 발효는 일부 세균(예: 젖산균)과 일부 균류에서도 일어난다. 유산균은 요구르트에서 젖당을 젖산으로 전환시켜서 신 맛을 내게 하는 세균의 유형이다. 동형젖산 발효(homolactic fermentation)는 최종 생성물로 주로 젖산만을 생성하는 것이고, 이형젖산 발효(heterolactic fermentation)는 일부 젖산이 추가로 대사되어 에탄올과 이산화 탄소 (포스포케톨레이스 경로를 통해), 아세트산 또는 다른 대사 산물을 생성하는 것이다.
C6H12O6 → CH3CHOHCOOH + C2H5OH + CO2

젖당이 발효되면(요구르트와 치즈에서처럼), 먼저 포도당과 갈락토스(둘 다 같은 분자식을 가진 6탄당 이성질체들)로 전환된다.
C12H22O11 + H2O → 2 C6H12O6

이형젖산 발효에서 젖산을 다른 화합물로 전환해야 하는 이유는 다음과 같다.
- 젖산에 의한 산성화는 생물학적 과정을 방해한다. 이는 젖산 발효 생물이 산성 환경에 부적합한 경쟁자들을 몰아내는 데 유용할 수 있다. 결과적으로 식품이 더욱 더 긴 유통 기한을 가질 수 있게 된다(이유는 음식이 의도적으로 발효되지 않기 때문에). 그러나 특정 시점이 지나면 산성화가 젖산을 생성하는 생물에게 영향을 미치기 시작한다.
- 고농도의 젖산(젖산 발효의 최종 생성물)은 발효가 일어날 수 있는 속도를 감소시키고, 성장을 늦추어 역평형(르 샤틀리에의 원리)을 유도한다.
- 젖산이 쉽게 전환될 수 있는 에탄올은 휘발성이어서 쉽게 빠져 나가므로 반응이 쉽게 진행될 수 있도록 한다. 또한 이산화탄소(CO2)도 생성되지만, 약산성이며 에탄올보다 휘발성이 높다.
- 아세트산(다른 전환 생성물)은 산성이며, 에탄올처럼 휘발성이 아니다. 그러나 산소가 제한된 조건에서 젖산으로부터 아세트산의 생성은 추가적인 에너지를 방출한다. 아세트산은 젖산보다 가벼운 분자로서 주변과 수소 결합을 적게 형성하므로(수소 결합을 형성할 수 있는 작용기를 적게 가지기 때문에), 보다 휘발성이며 정반응이 더 빨리 진행될 수 있게 한다.
- 프로피온산, 뷰티르산, 더 긴사슬의 모노카복실산이 생성되면, 에탄올의 경우와 같이 소비된 포도당 1 분자당 생성되는 산의 양이 감소하여 빠른 성장을 가능하게 한다.

### 수소 가스
수소 가스는 NADH로부터 NAD+를 재생성하는 방법으로 여러 가지 유형의 발효(혼합 유기산 발효, 뷰티르산 발효, 카프로산 발효, 뷰탄올 발효, 글리옥실산 발효)에서 생성된다. 전자는 페레독신으로 전달되고, 이어서 수소화효소(hydrogenase)에 의해 산화되어 H2를 생성한다. 수소 가스는 메테인 생성균과 황산환원세균의 기질이다. 이들 미생물은 수소 농도를 낮추고, 에너지가 풍부한 화합물의 생산을 선호하지만, 그럼에도 불구하고 방귀에서처럼 상당히 높은 농도의 수소 가스가 생성될 수 있다.
혼합 유기산 발효의 예로 Clostridium pasteurianum와 같은 세균은 포도당을 발효시켜서 뷰티르산, 아세트산, 이산화탄소, 수소 가스를 생성한다. 아세트산을 생성하는 반응은 다음과 같다.
C6H12O6 + 4 H2O → 2 CH3COO− + 2 HCO3− + 4 H+ + 4 H2
포도당은 이론적으로 CO2와 H2로 전환될 수 있지만, 이러한 반응에선 에너지를 거의 방출하지 않는다.

## 발효 공정의 유형
대부분의 산업적인 발효는 비연속 발효(batch fermentation) 또는 유가 배양식 발효(fed-batch fermentation)를 사용하지만, 다양한 난제들 특히, 무균 상태를 유지하는 어려움을 해결할 수 있다면 연속 발효가 더 경제적일 수 있다.

### 비연속 발효
비연속 발효(batch fermentation, 회분 발효)는 원료를 넣은 다음 더 이상 추가적인 원료의 투입없이 발효 반응을 진행시키는 것이다. 비연속 발효는 수천 년 동안 빵과 술을 만드는 데 사용되어 왔으며, 여전히 일반적인 발효 방법이다.:1 그러나 발효기는 배치(batch) 사이에 고압 증기를 사용하여 멸균되어야 하기 때문에 비연속 발효는 비용이 많이 들 수 있다. pH를 조절하거나 거품을 억제하기 위해 소량의 화학 약품이 첨가되는 경우가 종종 있다.:25
비연속 발효는 일련의 단계를 거친다. 이들 단계 중에는 세포가 환경에 적응하는 유도기(lag phase)가 있다. 그 다음에 지수적으로 생장하는 단계(증식기)가 일어난다. 일단 영양소가 많이 소비되면 생장이 느려지고, 비지수적이 되지만 2차 대사 산물(상업적으로 중요한 항생제 및 효소를 포함하는)의 생성이 가속화된다. 대부분의 영양소가 소비된 후에 정지기를 거치며, 그 후에 사멸기를 거쳐서 단계가 마무리된다.:25

### 유가 배양식 발효
유가 배양식 발효(fed-batch fermentation)는 발효 중에 일부 성분이 첨가되는 비연속 발효의 변형이다. 이를 통해 발효 공정의 각 단계를 보다 효과적으로 제어할 수 있다. 특히 2차 대사 산물의 생산은 비지수적인 생장기 동안 제한된 양의 영양 물질을 첨가함으로써 증가될 수 있다. 유가 배양식 발효는 종종 비연속 발효 과정 사이에 끼워진다.:1

### 개방 발효
배치(batch) 사이에 발효기를 멸균 처리하는 데 소요되는 높은 비용은 오염을 방지할 수 있는 다양한 개방 발효 방법을 사용하여 피할 수 있다. 하나는 자연스럽게 발전된 혼합 배지를 사용하는 것이다. 이것은 혼합된 개체군들이 다양한 노폐물에 적응할 수 있기 때문에 폐수 처리 공정에서 특히 선호된다. 호열성 세균은 약 50 °C의 온도에서 젖산을 생성할 수 있어서, 미생물에 의한 오염을 막을 수 있다. 그리고 에탄올은 약 70 °C에서 생성된다. 이것은 끓는점 바로 아래에 있으므로 쉽게 추출할 수 있다. 호염성 세균은 고염의 조건에서 바이오플라스틱을 생산할 수 있다. 고체 상태 발효는 고체 기질에 소량의 물을 첨가하는데, 이것은 풍미, 효소, 유기산을 제조하기 위해 식품 산업에서 널리 사용된다.

### 연속 발효
연속 발효에서는 기질을 첨가하고, 최종 생성물을 연속적으로 제거한다. 연속 발효 장치에는 3가지 종류가 있는데, 영양 물질의 양을 일정하게 유지하는 물질환경조절장치(chemostat), 세포 질량을 일정하게 유지하는 터비도스탯(turbidostat), 세포가 출구에서 입구로 재순환되는 동안 배양 배지가 튜브를 통해 꾸준하게 순환하는 관형 흐름 반응기(plug flow reactor)가 있다. 발효 공정이 잘 진행되면 사료와 유출물이 꾸준하게 흘러나오고, 반복적으로 배치를 설치하는 비용이 발생하지 않는다. 또한 지수적인 성장기를 연장하고 부산물을 연속적으로 제거함으로써 부산물이 반응을 억제하는 것을 방지한다. 그러나 연속 발효는 정상 상태를 유지하면서 오염을 피하는 것이 어렵고, 장치의 설계가 복잡해지는 경향이 있다. 일반적으로 발효기는 비연속 발효보다 더 경제적인데 500시간 이상을 작동시켜야 한다.

## 발효 이용의 역사
신석기 시대부터 술을 만들기 위해 발효를 사용해 왔다. 이에 대한 기록은 기원전 7000~6600년 사이에 중국 지아후의 문서, 기원전 5000년 인도의 아유르베다에 많은 약용 포도주에 대한 언급, 기원전 6000년의 조지아, 기원전 3150년의 고대 이집트, 기원전 3000년 바빌론, 기원전 2000의 스페인 정복 이전의 멕시코, 기원전 1500년의 수단에서 찾아볼 수 있다. 발효 식품은 유대교와 기독교에서 종교적으로 중요하다. 발트 신화에 등장하는 "Rugutis"는 발효의 신으로 숭배받았다.

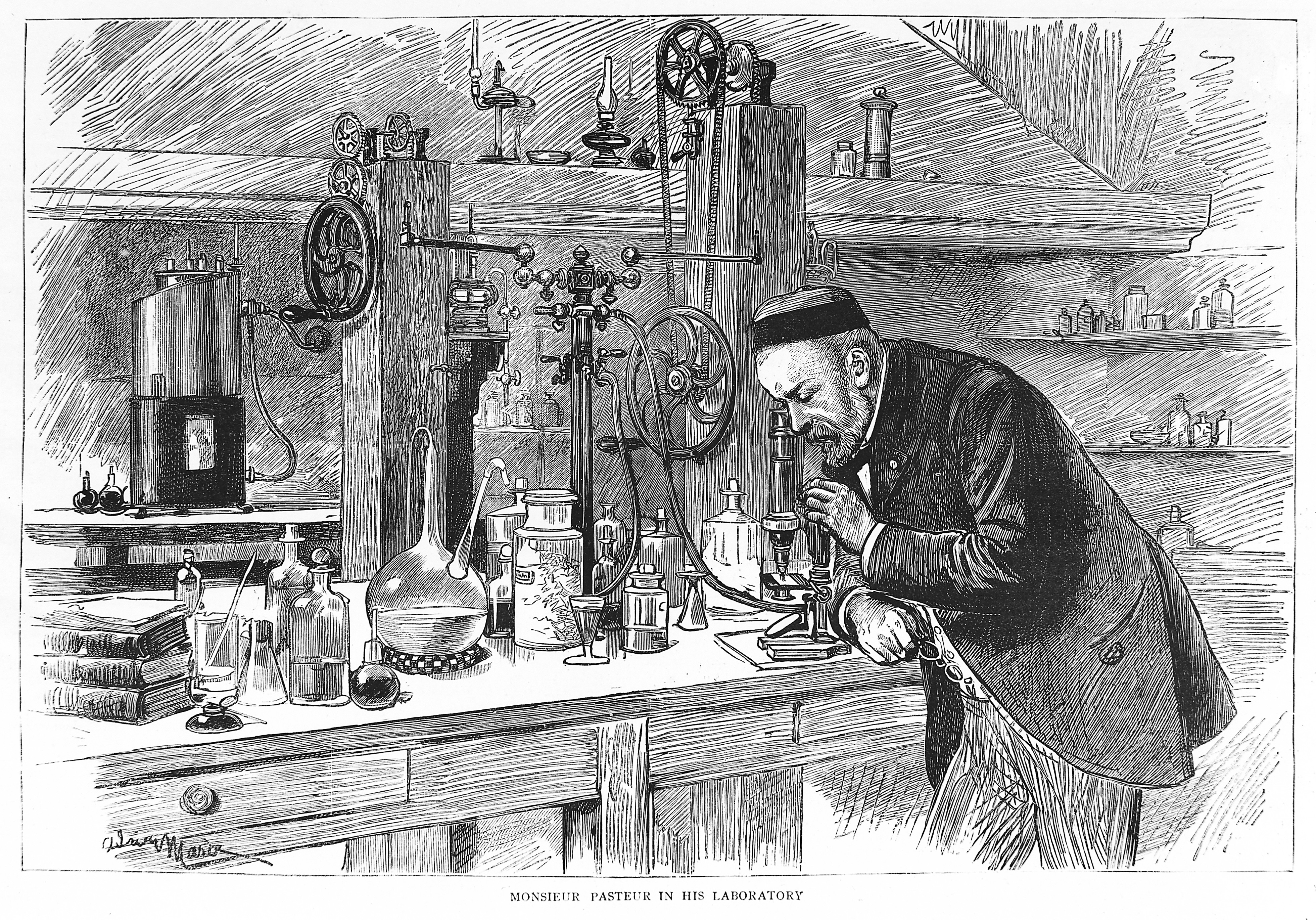
실험실에서 연구 중인 루이 파스퇴르

1837년에 카냐르 드 라 투르(Charles Cagniard de la Tour), 테오도어 슈반(Theodor Schwann), 프리드리히 트라우고트 퀴징(Friedrich Traugott Kützing)은 현미경 관찰을 통해 효모가 출아법에 의해 생식하는 생물이라는 결론을 내린 논문을 독자적으로 발표했다.:6 슈반은 효모를 죽이기 위해 포도 쥬스를 끓인 다음 새로운 효모를 다시 첨가할 때까지 발효가 일어나지 않는다는 것을 발견했다. 그러나 앙투안 라부아지에를 비롯한 많은 화학자들은 발효를 단순한 화학 반응으로 간주하여 살아있는 생물이 발효에 관여할 수 있다는 개념을 거부하였다. 이것은 생기론으로의 복귀로 여겨졌고, 유스투스 폰 리비히와 프리드리히 뵐러는 익명의 출판물에서 이를 풍자하였다.:108–109
1850년대와 1860년대에 루이 파스퇴르가 슈반의 실험을 반복하고, 일련의 연구를 통해 발효가 생물에 의해 개시된다는 것을 보여준 것이 발효 연구의 전환점이었다.:6 1857년에 파스퇴르는 젖산 발효가 생물에 의해 일어난다는 것을 보여주었다. 1860년에 파스퇴르는 세균이 우유의 산성화를 일으킨다는 것을 보여주었다. 이전에는 우유의 산성화가 단지 화학적인 변화일 뿐이라고 생각되었었다. 그리고 미생물이 식품 손상을 일으킨다는 것을 확인한 파스퇴르의 연구는 저온살균법(pasteurization)을 이끌어냈다. 프랑스의 양조 산업의 발전을 위해 노력한 파스퇴르는 1877년에 《맥주에 관한 연구(Etudes sur la Bière)》라는, 발효에 관한 유명한 논문을 발표하였고, 1979년에 《발효에 관한 연구(Studies on fermentation)》라는 제목으로 영어로 번역되었다. 파스퇴르는 발효를 "공기가 없는 생명"이라고 정의했지만(현재의 관점에선 잘못된 정의), 특정 유형의 미생물이 특정 유형의 발효 및 특정 최종 산물을 야기한다는 것을 정확하게 보여주었다.
살아있는 미생물의 작용의 결과로 발효가 일어난다는 것을 보여주는 것은 획기적이었지만, 발효 과정의 기본적인 성질을 설명하지는 못 하였다. 파스퇴르를 포함한 많은 과학자들은 효모에서 발효 효소를 추출하는 데 실패했다. 1897년 독일의 화학자 에두아르트 부흐너는 발효 효소를 추출하는 데 성공하였는데, 부흐너는 효모를 갈아서 효모 추출액을 얻은 후, "죽은" 효모 추출액이 마치 "살아있는" 효모와 흡사하게 설탕 용액을 발효시켜 이산화탄소와 알코올을 만드는 것을 보고 크게 놀랐다. 부흐너의 발효 과정에 대한 연구 결과는 생화학의 시작으로 간주된다. 비조직화된 발효 효소들은 조직화된 것처럼 행동했다. 이때부터 효소(enzyme)이라는 용어는 모든 발효물에 적용되었다. 그런 다음 발효가 미생물에 의해 생성된 효소에 의해 유발된다는 것을 알게 되었다. 부흐너는 자신의 연구 성과를 인정받아 1907년 노벨 화학상을 수상했다.
미생물학 및 발효 기술의 발전은 현재까지 꾸준히 계속되어 왔다. 예를 들어, 1930년대에는 물리적, 화학적 처리로 돌연변이가 된 미생물이 높은 수율, 빠른 성장, 산소 부족에 대한 내성, 보다 농축된 배지를 사용할 수 있다는 사실이 밝혀졌다. 균주 선택과 잡종화 기술 또한 개발되어 대부분의 현대 발효 식품에 영향을 미쳤다.

## 발효차
발효차(醱酵茶)는 일반적인 미생물에 의한 발효가 아니라 차잎에 함유된 산화 효소에 의해 산화 처리한 차이다. 미생물이 작용하지 않으므로 진정한 발효는 아니다. 산화정도에 의해 차의 종류가 여러가지로 나뉜다. 홍차, 보이차는 완전발효, 우롱차는 반발효차이다.

## 같이 보기
- 무산소 호흡
- 발효식품
- 젖산 발효
- 에탄올 발효
- 아세톤-뷰탄올-에탄올 발효
- 프로피온산 발효 (프로피온산균)
- 메테인 발효 (메테인 세균)
- 수소 발효
- 글리세롤 발효